# Grégory Lemarchal
Grégory Jean-Paul Lemarchal (ur. 13 maja 1983 w La Tronche, zm. 30 kwietnia 2007 w Suresnes) – francuski piosenkarz, zwycięzca czwartej edycji programu Star Academy.

## Życiorys
Był pierwszym dzieckiem Laurence i Pierre’a Lemarchali. Urodził się w La Tronche, a dorastał niedaleko Chambéry z rodzicami i młodszą siostrą Leslie. Gdy miał 12 miesięcy, zdiagnozowano u niego mukowiscydozę.
W 1995 został mistrzem Francji w akrobatycznym rocku. W 1998 bez sukcesu wziął udział w show Graines de stars, ale został lokalną gwiazdą.
Dzięki przyjacielowi w środku czerwca 2004 podpisał kontrakt z producentami francuskiego TV show Star Academy, którzy potrzebowali jeszcze jednego wokalisty. 22 grudnia 2004 Lemarchal wygrał program liczbą 80% głosów, pokonując Lucie Bernardoni. W marcu 2005 wydał debiutancki singel „Écris l’histoire”, którystał się numerem drugim francuskiej listy przebojów i osiągnął miano platyny. 18 kwietnia 2005 premierę miał jego pierwszy album studyjny pt. Je deviens moi, który okazał się numerem jeden i sprzedał się w liczbie ponad miliona kopii we Francji. Od 2005 był związany z modelką Karine Ferri.
Podczas Muzycznych Nagród stacji NRJ w styczniu 2006 został uznany artystą roku. Wiosną zakończył pierwszą solową trasę koncertową po kraju, po której wydał album DVD z zarejestrowanym występem w Olympii. W duecie z Lucie Silvas stworzył francuską wersję jej hitu What You’re Made of. Même si stał się numerem dwa na listach przebojów.
W 2007 ogłosił, że jego stan zdrowia się pogarsza. Lekarze polecili, aby zrobił sobie kilkumiesięczną przerwę. 30 kwietnia 2007 zmarł w wyniku komplikacji spowodowanych przez mukowiscydozę. Jego historia znajdowała się przez cały tydzień na nagłówkach gazet, a pięć tysięcy fanów przybyło do Chambéry, aby położyć kwiaty w dzień jego pogrzebu. 4 maja 2007 został nadany specjalny program telewizyjny w stacji TF1 komentujący jego życie. 10,5 miliona fanów zostało poproszonych o dotacje pieniężne, aby pomóc w badaniach nad znalezieniem leku na chorobę. Hołd artyście publicznie złożyło wielu artystów, w tym Nolwenn Leroy, Céline Dion, Emmanuel Moire czy Lucie Silvas.
W listopadzie 2009 ukazał się pośmiertlny album Lemarchala pt. Rêves.

## Dyskografia

### Albumy
- "Je deviens moi" (2005), #1 FR
- "Olympia 06" (2006), #4 FR
- "La voix d’un ange" (2007), #1 FR
- "Rêves" (2009)

### Single
- "Écris l’histoire" (2005), #2 FR
- "Je suis en vie" (2005), #17 FR
- "À corps perdu" (2005)
- "Même si" (duet z Lucie Silvas) (2006), #2 FR
- "Le feu sur les planches" (2006)
- "De temps en temps" (2007), #1 FR
- "Le lien" (2007)
- "Restons amis" (2008)
- "Je rêve" (2009)
- " Tu prends" z albumu "Reves"(2009)